# Frank Bornakke
Frank Bornakke (født 1957) er uddannet folkeskolelærer og journalist.
Han har gået på Den Rejsende Højskole i Tvind som elev i 17 måneder fra 1978 til 1979. Herefter arbejdede han som lærer på Tvindskolen Bustrup Efterskole i 8 måneder.
Frank Bornakkes litterærer karriere startede med romanen Lyset fra Fyrø fra 1993, der er en kritisk beskrivelse af Tvind. Derefter har han skrevet bøger om IT, miljø og sundhed.
Han har holdt en række foredrag om Tankekontrol, hvor han belyser faren ved sekter og hvordan man undgår at blive inddraget i dem.
I dag arbejder han med at holde foredrag om sundhed for Sundhedskultur Arkiveret 28. oktober 2020 hos  Wayback Machine.